# What Animated Women Want
«What Animated Women Want» (укр. «Чого хочуть анімовані жінки») — сімнадцята серія двадцять четвертого сезону мультсеріалу «Сімпсони», прем'єра якої відбулась 14 квітня 2013 року у США на телеканалі «Fox».

## Сюжет
Гомер і Мардж обідають в елітному суші-ресторані. Мардж у захваті від можливості поспілкуватися з «дорослими людьми», оскільки дітей немає з ними, але Гомера цікавить лише їжа. Розлючена постійним жуванням чоловіка, Мардж вибігає з ресторану. Гомер намагається повернути її, але робить тільки гірше. Гомер присягається все виправити.
Тим часом Мілгаус сидить із Бартом в їдальні Спрінґфілдської початкової школи. Мілгаус дивиться на Лісу і сподівається, що вона підійде до нього… що і стається. Вона підходить до столика хлопців, щоб сказати братові, що Мардж переплутала їхні обіди. Вона запитує Мілгауса, чи можна їй з'їсти його кекс. Хлопчик хоче завоювати Лісу, поводиться, як Марлон Брандо у «Трамваї „Бажання“», який дітям щойно показували на уроці. Мілгаус грубо та зневажливо ставиться до Ліси та відмовляє в її проханні кексу. Як не дивно, але це завойовує повагу дівчинки.
Удома Гомер просить вибачення в Мардж за зіпсований обід. Він дарує букет квітів і вибачальну листівку. Однак, Мардж згадує, що таких листівок так багато, що у шухляді вже немає місця для нової, через що вона знову лютує.
Мілгаус продовжує грубо поводитися, що досі подобається Лісі. Збентежений тим, чому його нова тактика працює, хлопчик звертається о шкільної радниці. Перед відповіддю на запитання Мілгауса, чи можна прикидатися кимось, ким не є, радниці телефонують і повідомляють про її звільнення. Шокована цим, вона чесно говорить Мілгаусу що він повинен продовжувати прикидатися тим, ким він не є, тому що його звичайна особистість нудна.
Тим часом стурбований Гомер намагається вирішити свої проблеми з Мардж, завершивши справи зі списка у своєму гаманці, який дала йому Мардж. Згодом, коли Гомер вихваляється зробленим, Мардж розчаровується ще більше, тому що список створено 6 років тому.
Відчуваючи, ніби він зраджує себе самого, Мілгаус з будиночка на дереві Барта кидає кекси у вікно Ліси. Він героїчно намагається на мотузці підлетіти до Ліси, але дерево з будиночком ламається.
Гомер повертається в японський ресторан, де отримує пораду щодо стосунків від суші-шефа. Гомер бере їжу з ресторану додому і пропонує її Мардж. Вона майже вражена… доки Гомер сам не з'їдає все.
Наступного дня Мілгаус вибачається перед Лісою за те, що прикидався тим, ким він не є. Він пропонує Лісі кекс, що вона просила.
Тим часом, не знаючи, що робити, Гомер йде до таверни Мо і говорить йому про свої шлюбні проблеми. Мо пропонує повернути її, збуджуючи її сексом, зокрема садомазохізмом, як у «П'ятдесяти відтінках».
Гомер іде в місцевий секс-шоп, де купує безліч різних секс-штук. Коли він показує Мардж усе, що він купив, це, радше, збентежує, а не вражає її. Гомер помилково сідає на одну з машин і травмується. Його везуть до лікарні, і поки йому надають допомогу, вони з Мардж миряться. Після цього вони повертаються додому і підпалюють усі предмети сексу; Мардж визнає, що була надто суворою з ним, оскільки вона зрозуміла, що б не сталось він ніколи не здасться.
Під час титрів показано анонс наступної серії.

## Цікаві факти і культурні відсилання
- Сцена на дивані є відсиланням до серіала «Пуститися берега»[1].
  - Стиль сцени імітує послідовність «Crystal Blue Persuasion» (укр. «Кришталево блакитний доказ») із епізода «Gliding Over All» 5 сезона серіалу «Пуститися берега» з використанням тієї самої музики[1].
- У нотатках Мілхауса видно, що він писав, що «музична версія з Фландерсом була кращою»[2].
- Щодо секс-начиння Гомер каже Мардж зателефонувати на «гарячу лінію» «Procter & Gamble», що є відсиланням до широкого різноманіття товарів компанії[2].
- Ліса читає «Ненсі Дрю і таємниця занепаду книжкових розпродажів» (англ. «Nancy Drew and the Mystery of the Declining Book Sales»), що є відсиланням до серії книг про Ненсі Дрю Едварда Стратмайєра[2].

## Ставлення критиків і глядачів
Під час прем'єри серію переглянули 4,11 млн осіб з рейтингом 1.8.
Роберт Девід Салліван з «The A.V. Club» дав серії оцінку C+, сказавши, що «це розрізнена серія, де багато відсилань до попкультури, але мало комічного імпульсу».
Тереза Лопес з «TV Fanatic» дала серії три з половиною п'яти зірок, сказавши, що, «незважаючи на веселі приколи, вона відчула, що гумор серії був підірваний дивною розповіддю. Це здавалося непотрібним як техніку обрамлення, оскільки насправді нічого не додавало до історії».
Згідно з голосуванням на сайті The NoHomers Club більшість фанатів оцінили серію на 3/5 із середньою оцінкою 2,39/5.